# Courtemanche
Courtemanche település Franciaországban, Somme megyében. Lakosainak száma 99 fő (2022. január 1.). Courtemanche Fignières, Fontaine-sous-Montdidier, Gratibus, Mesnil-Saint-Georges és Montdidier községekkel határos.

## Népesség
A település népességének változása:
| Lakosok száma | 99   | 100  | 103  | 102  | 103  | 100  | 99   | 99   | 99   |
|               | 2013 | 2015 | 2016 | 2017 | 2018 | 2019 | 2020 | 2021 | 2022 |